# Wilmer Webster Tanner
Pour les articles homonymes, voir Tanner.
Wilmer Webster Tanner est un zoologiste américain, né le 17 décembre 1909 à Fairview, dans l’Utah, mort le 28 octobre 2011.

## Biographie
Il est le quatrième d’une fratrie de cinq enfants de John Myron et de Lois Ann (née Stevens) Tanner. Il grandit dans un ranch non loin de Fairview. Mormon, il part deux ans comme missionnaire en Pays-Bas en 1929-1931 et y acquiert une bonne maîtrise du néerlandais. À son retour, il entre à l'université Brigham Young, en Utah et, malgré des résultats scolaires moyens, obtient en 1936, son Bachelor of Arts. Il se marie alors avec Helen Brown le 4 janvier 1935, union dont naîtront trois enfants. Wilmer Tanner commence alors à préparer son Master of Sciences en zoologie qu’il obtient en 1937 avec une thèse sur les serpent de l’Utah. Il commence son doctorat lorsqu’éclate la Seconde Guerre mondiale. Les restrictions l’oblige à différer ses études jusqu’en 1946. Il obtient un poste d’assistant à l’université du Kansas où il est sous la direction de Edward Harrison Taylor (1889-1978). Il obtient son titre en 1948 avec une thèse d’anatomie comparée des salamandres du Mexique et d’Amérique centrale. Son orientation pour l’herpétologie s’explique par plusieurs influences, celle d’abord de son frère Vasco Myron Tanner (1892-1989), également zoologiste, de Joseph Richard Slevin (1881-1957) de la California Academy of Sciences, de Laurence Monroe Klauber (1883-1968) qui lui donne accès à sa collection mais aussi d'Helen Thompson Gaige (1890-1976), Norman Edouard Hartweg (1904-1964), Clark Hubbs (1921-2008) et Albert Hazen Wright (1879-1970).
Il publie plus de 130 articles scientifiques et dirige durant 18 ans la revue Herpetologica. Il est l'auteur de 15 nouvelles espèces. Il œuvre pendant de nombreuses années pour la création à la Brigham Young University d'un muséum de zoologie qui ouvre ses portes en 1978. Il possède aujourd’hui de riches collections de champignons, de plantes et d’animaux (dont 70 000 spécimens de poissons, 35 000 d’amphibiens et de reptiles, 9 500 d’oiseaux et 17 000 de mammifères). Le muséum emploie dix conservateurs. Tanner est membre de diverses sociétés savantes comme l’American Society of Ichthyologists and Herpetologists, l’American Association for the Advancement of Science, etc.

## Source
- Jack W. Jr. Sites et Margaret M. Stewart (2001). Wilmer W. Tanner, Copeia, 2001, 2 : 571–575.  (ISSN 0045-8511)